# Caecilia Trebulla
Caecilia Trebulla war eine Dichterin der Römischen Kaiserzeit.
Auf der Memnonsäule in Ägypten sind drei Gedichte unter ihrem Namen inschriftlich überliefert. Die Gedichte sind in griechischer Sprache verfasst, stehen im hexametrischen Versmaß (teilweise durchsetzt mit Choliamben) und sind durch Gedichte der hadrianischen Zeit (117–138) beeinflusst. Sie behandeln das Tönen, das die Säule nach dem Zeugnis der Dichterin von sich gibt.